# Kimmie Meissner
Kimmie Meissner, född 4 oktober 1989, är en amerikansk konståkare. Hennes främsta merit är guldmedaljen som hon vann vid VM i konståkning 2006.